# Populus nigra

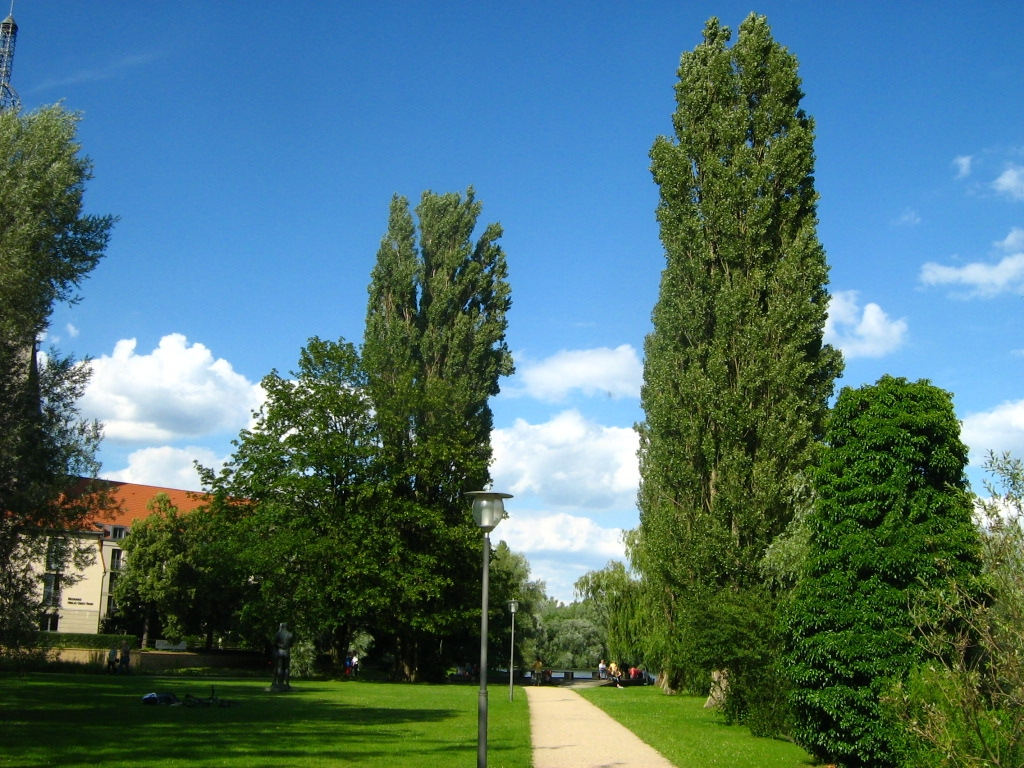
Álamos piramidales Populus nigra 'Plantierensis', variedad de álamo negro usado para hacer avenidas en las ciudades; aquí, en Potsdam.

El álamo negro o chopo negro (Populus nigra) es una especie de árbol perteneciente a la familia de las salicáceas común en Europa.

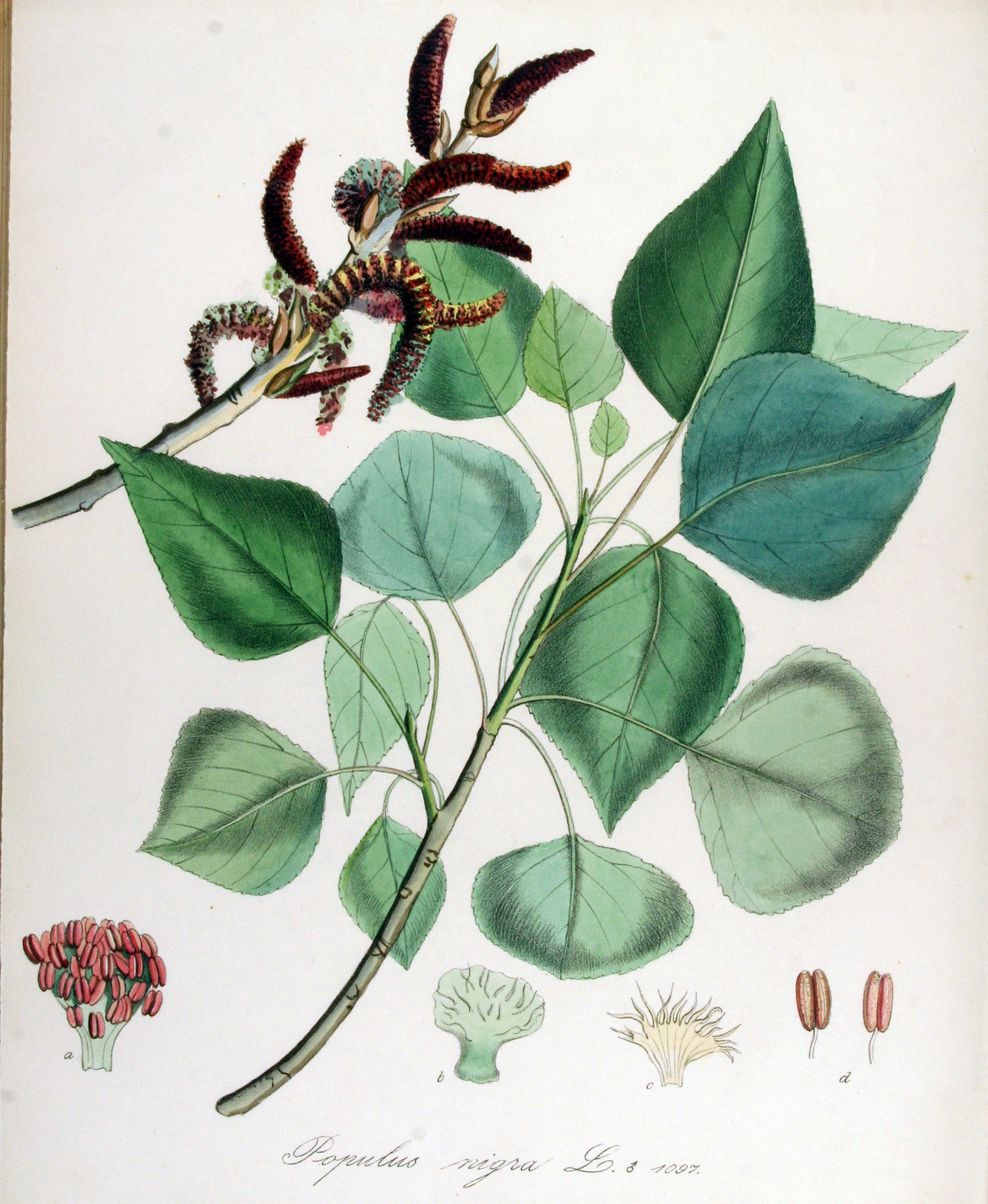
Ilustración en Flora Batava

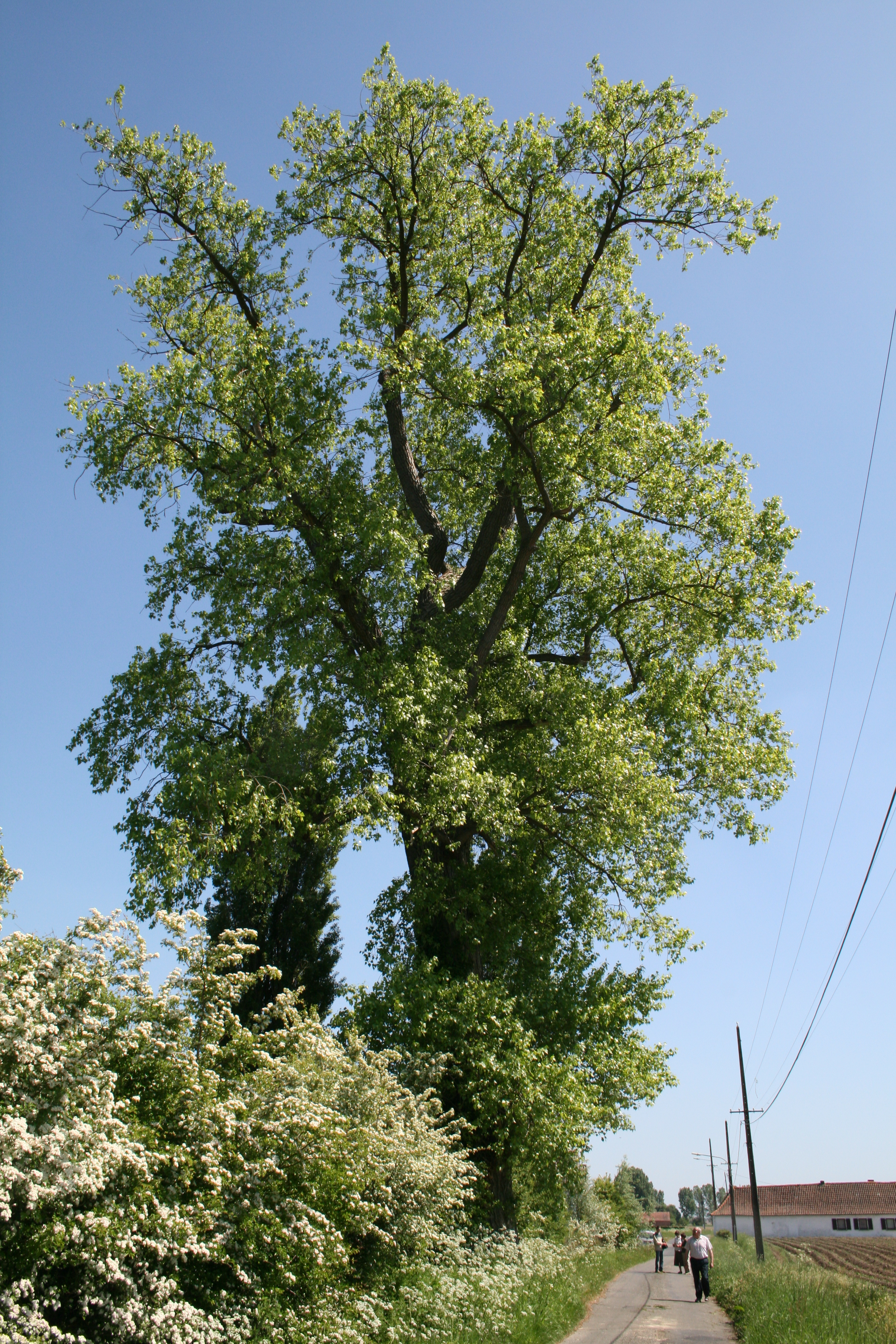
Vista del árbol

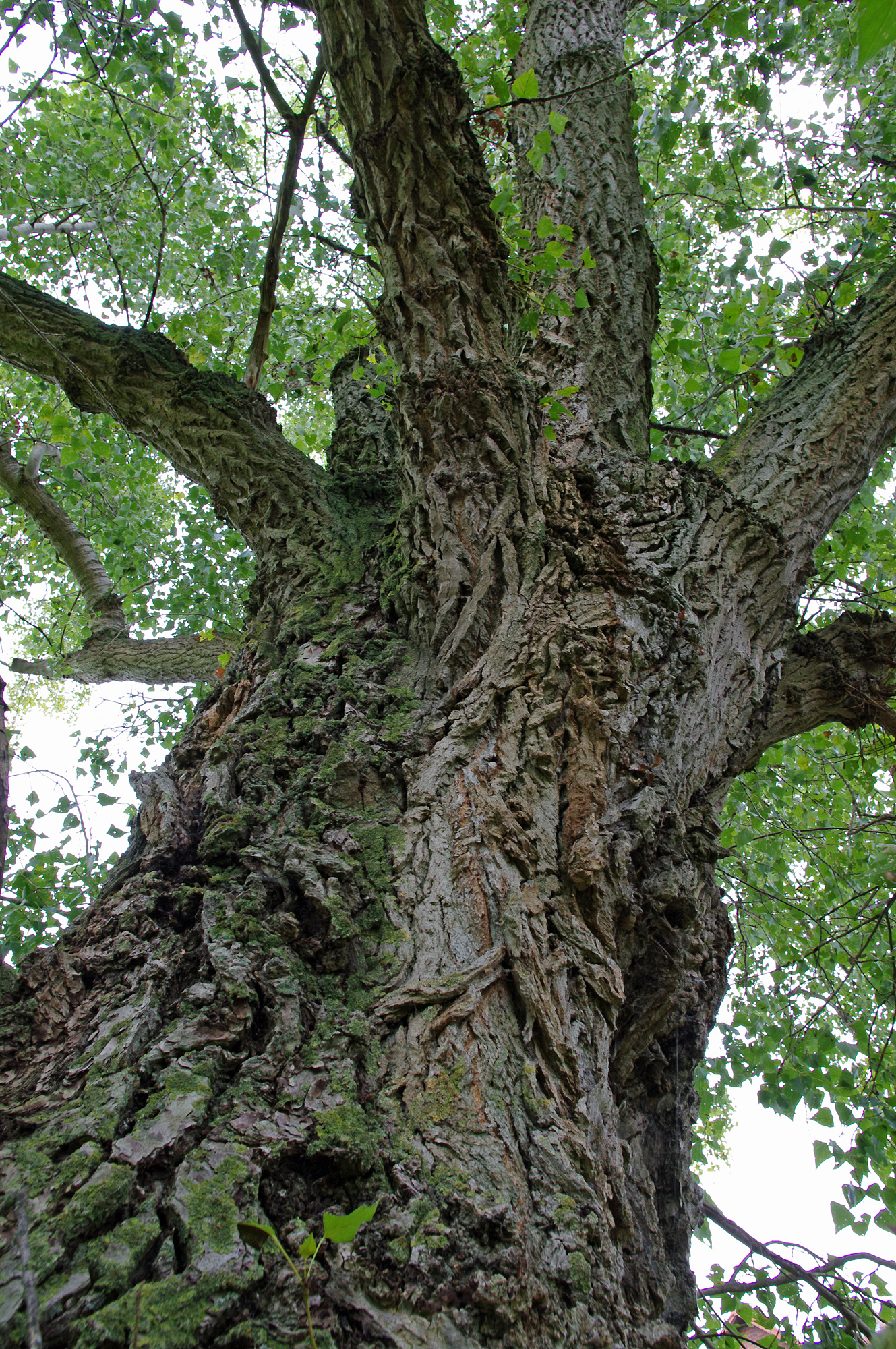
Tronco

## Descripción
Es un árbol de hoja caduca que alcanza de 20 a 30 m, aunque en ocasiones puede superar esta altura. Sistema radicular formado por un eje principal fuerte y profundo y una mayoría de raíces superficiales y extendidas. Tronco generalmente derecho, de corteza grisácea pronto resquebrajada en sentido longitudinal, formándose entre las grietas unas costillas negruzcas, a lo que alude el nombre. Copa amplia, por lo general poco densa pero más que las del Populus alba o Populus trémula. Hojas con pecíolo de 2 a 6 cm de longitud, lateralmente comprimido y con frecuencia velloso. Limbo pubescente al brotar, muy pronto lampiño y verde por las dos caras, de forma aovado-triangular o aovado-rómbica, acuminadas, festoneado-aserradas. Amentos precoces, aparecen antes que las hojas, en los meses de febrero y marzo(hemisferio norte). Fruto en cápsula con semillas parduscas envueltas en abundante pelusa blanca. Diseminación en abril y mayo.

## Cultivo
Es prácticamente indiferente en cuanto a suelos, si bien rehúye los excesivamente salinos. Requiere humedad en el suelo con renuevo del agua, por lo que suele situarse junto a cursos superficiales o sobre corrientes subterráneas poco profundas. Bastante exigente en principios nutritivos y en cuanto a la luz, no tolera bien la cubierta. En las formaciones ripícolas se mezcla con especies de similares preferencias, como sauces, álamos, fresnos, olmos, etc.
En amplias zonas de la cordillera ibérica Populus nigra aparece formando bosques en galería de viejos ejemplares, son los denominados "chopos cabeceros". Resultado de una antigua actividad agroforestal, estos chopos son árboles trasmochos cuyas ramas, rectas y altas, eran empleadas para vigas en la construcción de casas, corrales y parideras, entre otros usos.
Hoy en día corren un serio peligro de desaparecer, debido fundamentalmente al abandono de esta actividad.

## Hábitat
Se extiende por el sur, centro y este de Europa, centro y oeste de Asia (hasta el centro de Siberia) y norte de África.
Al haber sido cultivado y difundido desde antiguo resulta difícil precisar su área de origen, si bien no resulta aventurado situarlo entre Asia occidental y Europa oriental.
La variedad Populus nigra L. var. italica se cultiva en Argentina y Chile desde la época colonial y por su frecuencia y arraigo en este último país, es conocido como "álamo chileno", para diferenciarlo de otras especies y variedades de introducción más reciente. En Chile existe un clon que no pierde todas sus hojas en invierno, sino que mantiene su follaje hasta la aparición de las hojas nuevas en primavera.

## Usos
Madera blanda, porosa, ligera y frágil, apta para carpintería ligera de poca resistencia y construcción siempre que no deba soportar grandes pesos. Buena para la fabricación de pasta de celulosa.
Como ornamental y árbol de sombra se ha utilizado desde antiguo, siendo sumamente común en el periodo colonial en Argentina y Chile para demarcar entradas a viñas y grandes fundos, además de carreteras principales. Evidencia de esto es el apodo de la Avenida Libertador Bernardo O'Higgins, principal arteria de Santiago de Chile, conocida como "La Alameda".
La corteza contiene salicina y taninos, por lo que se ha utilizado como curtiente. La leña que proporciona es de escasa calidad. Las hojas constituyen un buen forraje, se ha utilizado como recurso invernal.

### Propiedades
- Tónico general y astringente.
- Depurativo y sudorífico.
- Aumenta la excreción de ácido úrico.
- Diurético muy usado en litiasis renal.
- Expectorante y balsámico.
- Usado como cataplasma en el tratamiento de heridas y úlceras.
- Con la resina de sus yemas se hace un ungüento para la curación de las almorranas.

## Subespecies y variedades
Hay tres subespecies, aunque algunos botánicos distinguen cuatro:
- Populus nigra nigra. Europa central y oriental. Hojas y brotes glabros (sin pelo); corteza pardo grisácea, gruesa y arrugada.
- Populus nigra betulifolia (Pursh) W.Wettst. Noroeste de Europa (Francia, Gran Bretaña, Irlanda). Populus nigra betulifolia ( Pursh ) W. Wettst. Noroeste de Europa (Francia, Gran Bretaña, Irlanda). Venas de la hoja y tallos finamente pubescentes; corteza pardo grisácea, gruesa y arrugada, a menudo con pesados nudos, el tronco normalmente muy inclinado.
- Populus nigra caudina (Ten.) Bugała. Región mediterránea, también suroeste de Asia si no se diferencia la variedad afghanica.
- Populus nigra var. afghanica Aitch. & Hemsl. (sin. P. nigra var. thevestina (Dode) Bean). Sudoeste de Asia; tratada como un cultivar de P. nigra por muchos botánicos,[4] y como una especie distinta P. afghanica por otros;[5] corteza suave, casi blanca; hojas y tallos como subsp. caudina (véase también cultivares, abajo).

La subespecie betulifolia es uno de los árboles más infrecuentes en Gran Bretaña e Irlanda, con solo alrededor de 7000 ejemplares conocidos, de los que solo 600 se ha confirmado que son femeninos.

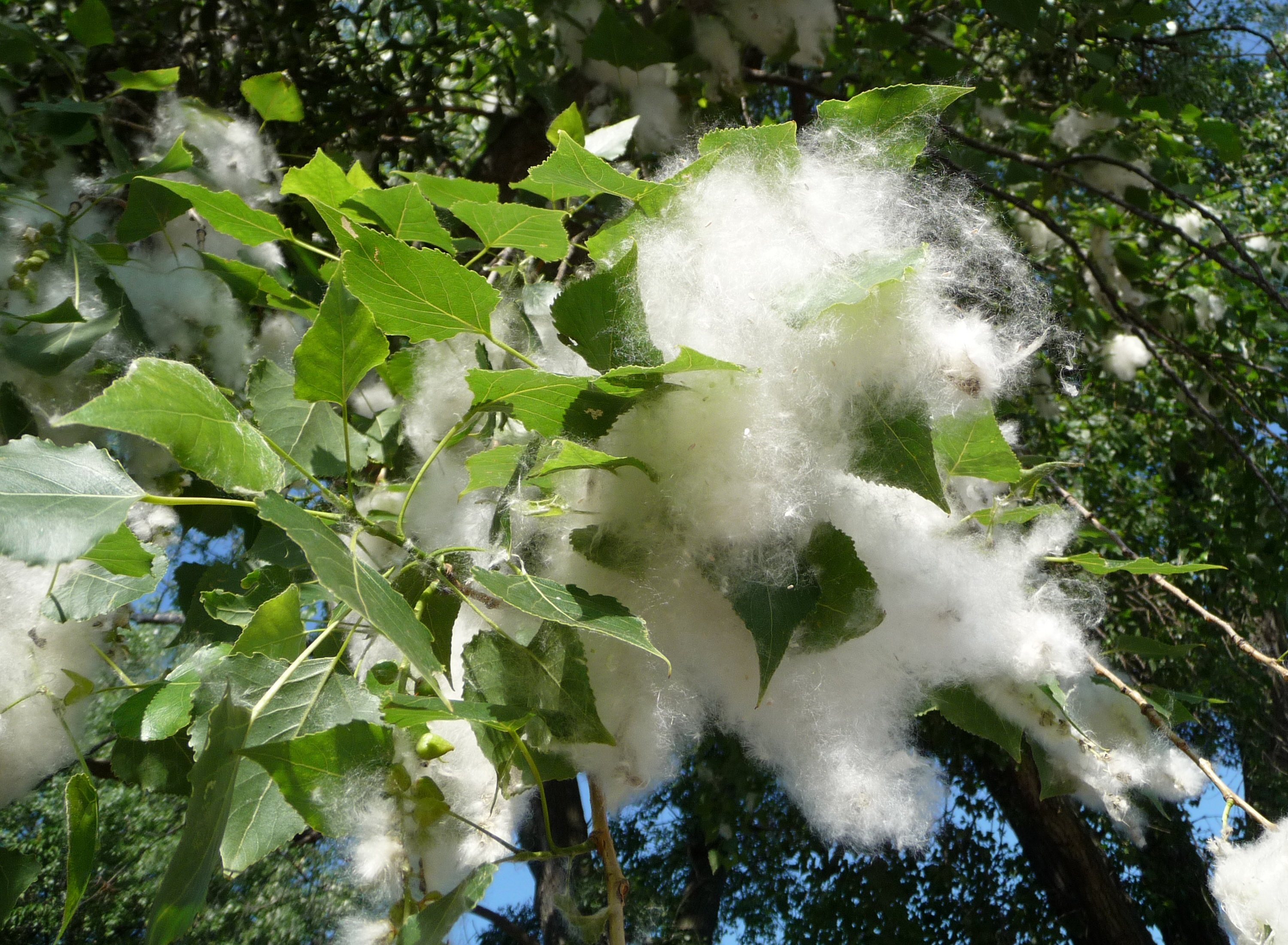
Mechones de semillas de álamo.

Se han seleccionado también varios cultivares, que se propagan por esquejes:
- 'Italica'. El verdadero chopo lombardo, seleccionado en Lombardía (el norte de Italia), en el siglo XVII. El crecimiento es fastigiado, con una corona muy estrecha. Proveniente de la región mediterránea, es algo mejor adaptado a los veranos cálidos y secos, en condiiones de más humedad suele ser de corta duración debido a las enfermedades fúngicas. Es un clon masculino.[9]
- Grupo Plantierensis. Un grupo de clones obtenidos por cruce 'Italica' con P. nigra ssp betulifolia en la Guardería de Plantières cerca Metz en Francia en 1884; son similares a 'Italica' (y, a menudo se confunden con ella) pero tienen la copa ligeramente más amplia y mejor adaptada al clima frío y húmedo al norte de los Alpes, dónde el verdadero chopo lombardo no solía crecer bien. Se producen clones masculinos y femeninos. En la Europa transalpina se usa bastante como pantalla corta-viento. Este es el árbol más comúnmente cultivado en Gran Bretaña e Irlanda como "chopo de Lombardía".[9]
- 'Manchester Poplar' ("Álamo de Mánchester"). Un cultivar de la subsp. betulifolia ampliamente plantado en el noroeste de Inglaterra. Es un clon masculino, y en la actualidad se encuentra seriamente amenazado por la fusariosis de la espiga del álamo.[10][11]
- 'Gigantea'. Otro clon fastigiata, de origen desconocido, con una coronación más amplia, más vigorosa, que 'Italica'. Es un clon femenino.[9]
- 'Afghanica' (sin. 'Thevestina'). La mayoría, si no todos, los ejemplares de la variedad 'Afgana' son de un solo clon, y por lo tanto muchos botánicos lo tratan como un cultivar más que una variedad botánica. Es fastigiado, parecido a 'Italica', pero con una llamativa corteza blanquecina; también se diferencia de 'Italica' al ser un clon femenino. Este es el álamo común fastigiado del suroeste de Asia y el sudeste de Europa (los Balcanes), donde fue introducido durante el período otomano.[9]

## Taxonomía
Populus nigra fue descrita por André Michaux y publicado en Flora Boreali-Americana 2: 243. 1803.
Etimología
Populus: nombre genérico que deriva del latín, 'popular' por ser abundante y en gran cantidad.
nigra: epíteto latino que significa "negra".
Variedades aceptadas
- Populus nigra subsp. betulifolia (Pursh) Wettst.
- Populus nigra var. italica Münchh.

Sinonimia
- Aigiros nigra (L.) Nieuwl.
- Populus caudina Ten.
- Populus croatica Waldst. & Kit. ex Besser
- Populus fastigiata Foug.
- Populus fastigiata var. plantierensis Simon-Louis
- Populus hudsoniana Desf.
- Populus hudsonica F.Michx.
- Populus lombardica Link
- Populus neapolitana Ten.
- Populus nolestii Dippel
- Populus pannonica Kit. ex Besser
- Populus polonica Loudon
- Populus pyramidalis Rozier
- Populus pyramidata Moench
- Populus rubra Poir.
- Populus sosnowskyi Grossh.
- Populus thevestina Dode
- Populus versicolor Salisb.
- Populus viminea Dum.Cours.
- Populus viridis Lodd. ex Loudon
- Populus vistulensis Loudon[13][14]

## Nombres comunes
- Castellano: álamo de Italia, chopa, chopo, chopo castellano, chopo común, chopo de Lombardía, chopo del país, chopo italiano, chopola, chopo lombardo, chopo mosquitero, chopo negral, chopo negro, chopo piramidal, chopru, chopu, choupo, emplanto, guelguero, álamo, álamo de Italia, álamo de Lombardía, álamo lombardo, álamo negral, álamo negrillo, álamo negro, álamos peralejos, leopardo, lombardo, negral, negrillo, pobo, populo, povero, povisa, povo, pópulo, puba, tiemblo, viga.[15]